# Hiroshi Ochiai
Hiroshi Ochiai (落合 弘 Ochiai Hiroshi?,  nacido el 28 de febrero de 1946 en Urawa (actualmente Saitama), Saitama) es un exfutbolista japonés que se desempeñaba como defensa.
Ochiai jugó 63 veces y marcó 9 goles para la Selección de fútbol de Japón entre 1974 y 1980. Fue elegido para integrar la selección nacional de Japón para los Juegos Asiáticos de 1974 y 1978.

## Trayectoria

### Clubes
| Club              | País  | Año         |
| ----------------- | ----- | ----------- |
| Toshiba           | Japón | 1964 - 1965 |
| Mitsubishi Motors | Japón | 1966 - 1984 |

### Selección nacional
| Selección | País  | Año         |
| --------- | ----- | ----------- |
| Absoluta  | Japón | 1974 - 1980 |

## Estadística de equipo nacional
| Selección de Japón | Selección de Japón | Selección de Japón |
| Año                | Part.              | Goles              |
| ------------------ | ------------------ | ------------------ |
| 1974               | 2                  | 0                  |
| 1975               | 13                 | 3                  |
| 1976               | 15                 | 2                  |
| 1977               | 5                  | 0                  |
| 1978               | 14                 | 3                  |
| 1979               | 9                  | 1                  |
| 1980               | 5                  | 0                  |
| Total              | 63                 | 9                  |

## Palmarés

### Títulos nacionales
| Título                   | Club              | País  | Año  |
| ------------------------ | ----------------- | ----- | ---- |
| Japan Soccer League      | Mitsubishi Motors | Japón | 1969 |
| Copa del Emperador       | Mitsubishi Motors | Japón | 1971 |
| Japan Soccer League      | Mitsubishi Motors | Japón | 1973 |
| Copa del Emperador       | Mitsubishi Motors | Japón | 1973 |
| Copa Japan Soccer League | Mitsubishi Motors | Japón | 1978 |
| Japan Soccer League      | Mitsubishi Motors | Japón | 1978 |
| Copa del Emperador       | Mitsubishi Motors | Japón | 1978 |
| Copa del Emperador       | Mitsubishi Motors | Japón | 1980 |
| Copa Japan Soccer League | Mitsubishi Motors | Japón | 1981 |
| Japan Soccer League      | Mitsubishi Motors | Japón | 1982 |

### Distinciones individuales
| Distinción                                      | Año  |
| ----------------------------------------------- | ---- |
| Japan Soccer League Best XI                     | 1969 |
| Japan Soccer League Best XI                     | 1973 |
| Japan Soccer League Best XI                     | 1974 |
| Japan Soccer League Best XI                     | 1975 |
| Japan Soccer League Best XI                     | 1976 |
| Japan Soccer League Best XI                     | 1977 |
| Japan Soccer League Best XI                     | 1978 |
| Japan Soccer League Best XI                     | 1979 |
| Japan Soccer League Best XI                     | 1980 |
| Japan Soccer League Best XI                     | 1981 |
| Inducido al Salón de la Fama del fútbol japonés | 2010 |